# IC 5267A
IC 5267A је спирална галаксија у сазвјежђу Ждрал која се налази на листи објеката дубоког неба у Индекс каталогу.
Деклинација објекта је - 43° 26' 3" а ректасцензија 22h 55m 56,3s. Привидна величина (магнитуда) објекта IC 5267 износи 13,0 а фотографска магнитуда 13,8. IC 5267A је још познат и под ознакама ESO 290-26, MCG -7-47-5, PGC 70036.